# Deseabilidad social
La deseabilidad social es un concepto vinculado al mundo experimental. Acuñado desde la psicología, hace referencia a la necesidad del individuo que se somete a un experimento de quedar bien con el experimentador, hacer lo que se supone que se espera que haga, o favorecer en alguna manera a que se dé el resultado experimental que se quiere, lo que puede provocar un sesgo en dicho experimento. 
Esta característica, propia únicamente de los humanos, se puede salvar "engañando", en el sentido más deontológico posible de la palabra, al sujeto experimental. De tal suerte, se suele convocar al individuo para un fin que no es precisamente la meta del experimento, o se les solicita ejecutar determinada actividad cuando en verdad es otra inherente a ella el motivo de análisis. De esta forma los sujetos se preocuparán, en todo caso, por favorecer la actividad a la que creen que han sido convocados o solicitados, pero no a aquella que en verdad está en curso, quedando así fuera de contaminación o manipulación el resultado experimental.
Pero la deseabilidad social no solo se da en los experimentos. Es un fenómeno que aparece típicamente en las evaluaciones y se refiere a la tendencia de una persona a contestar un instrumento o cuestionario dando una imagen de sí más favorable de lo normal. En  ciencias sociales, la deseabilidad social plantea un serio problema en la realización de investigaciones con autoinformes,  ya que este sesgo interfiere con la interpretación de las tendencias promedio. Esto quiere decir que los resultados y conclusiones a las que llegue un investigador pueden resultar incorrectas. 
Las medidas de deseabilidad social surgieron con el fin de determinar si una persona miente al realizar una prueba, por ejemplo: En evaluaciones de personalidad identificar cuando una persona con alguna patología exhibe resultados normales, o, por el contrario, cuando una persona regular presenta puntuaciones patológicas. 
En 1953, Allen L. Edwards introdujo la noción de conveniencia social a la psicología, demostrando el papel de la deseabilidad social en la medición de los rasgos de personalidad. Demostró que las calificaciones de deseabilidad social de las descripciones de rasgos de personalidad están altamente correlacionadas con la probabilidad de que un grupo posterior de personas respalde estas autodescripciones de rasgos. En su primera demostración de este patrón, la correlación entre el grupo de estudiantes universitarios con las calificaciones de conveniencia social de un conjunto de rasgos y la probabilidad de que los estudiantes universitarios en un segundo grupo respaldaran autodescripciones que describieran los mismos rasgos fue tan alta que podría distorsionar el significado de los rasgos de personalidad. En otras palabras, ¿estas autodescripciones describen rasgos de personalidad o deseabilidad social? Edwards (1957) hizo el primer intento de medir la deseabilidad social utilizando 39 ítems del Inventario de personalidad multifásico de Minnesota (MMPI). Posteriormente, se descubrió que estos elementos estaban muy correlacionados con una amplia gama de escalas de medición, personalidad MMPI y escalas de diagnóstico. La SDS también está altamente correlacionada con el Inventario de la desesperanza de Beck.
Posteriormente Crowne y Marlowe (1960) desarrollaron una la escala de Deseabilidad Social que ha sido una de las más utilizadas, ellos quitaron el extremismo de los ítems para que no tuvieran relación con psicopatología y definieron el concepto como la necesidad de obtener aprobación respondiendo de una forma culturalmente aceptada y lo midieron a partir de afirmaciones a comportamientos que son socialmente aceptables y aprobados, pero que, al mismo tiempo, es relativamente poco probable que ocurran, por ejemplo: “Nunca me ha disgustado intensamente a nadie y comportamientos culturalmente reprobables, sin embargo, son altamente probables que ocurran, por ejemplo : “Algunas veces me gusta chismear”. Se considera que las personas que se representan a sí mismas con puntajes altos en los comportamientos aprobados y bajos en los comportamientos desaprobados muestran un alto sesgo de deseabilidad social.
Para ello, los tests se encuentran baremados con escalas de sinceridad. De hecho, cabe destacar, a modo de curiosidad, que los sujetos puntúan más intolerantes en tests de xenofobia de lo que en la práctica diaria son en verdad. Esto es, en tests escritos, el individuo pierde parte de su auténtica personalidad a la hora de imaginar su reacción frente a las situaciones propuestas.
Este es, por otra parte, un problema común en los tests: el hecho de poder responder únicamente con una solución predeterminada y no poder complementarla con una opinión subjetiva, lo cual reduce el margen de análisis del individuo.
Se decía antes que la deseablidad social es una característica propia solo de los humanos. Es por ello que la experimentación animal siempre da resultados en los que la intención del sujeto se descarta: el animal no se preocupa por actuar de determinada manera, no piensa qué se espera de él. De igual forma, los experimentos con bebés hasta cierta edad son igual de limpios en este aspecto.